# Windows Live Web Messenger
Windows Live Web Messenger (マイクロソフト・ライブ・ウェブ・メッセンジャー) は、かつてマイクロソフトによって開発、提供されたWindows Live Messengerのブラウザベースのバージョンであり、ユーザーはウェブブラウザ内からMicrosoft Messengerサービスを使用して他のユーザーとオンラインおよびリアルタイムでインスタントメッセージを送信できた。このサービスにより、共有のパブリックコンピューターなど、コンピューターの管理者権限を持たないユーザーは、Windows Live Messengerクライアントをインストールしなくても、メッセンジャーの連絡先リストで他のユーザーとチャットすることができた。
2008年10月30日、MicrosoftはWindows Live Web Messengerのベータ版を正式に終了し、サービスをWindows Live HotmailやWindows Live連絡先に統合した。 2010年には、Windows Liveの「ウェーブ4」リリースの一部として、Windows Live Web Messengerは、すべてのWindows Liveウェブサービスのヘッダー部分に統合され、ユーザーがWindows Liveのあらゆるサービスから、ブラウザでMessengerサービスにサインインすることができるようになった。

## 歴史
MSN Web Messengerは、2004年8月に一般提供開始された。 MSN Messengerユーザーの連絡先リストには、ローカルで使用しているMSN Messengerのバージョンに応じて、Webメッセンジャーを使用中の連絡先のプレゼンス状況が地球アイコンで表示されるか、単に名前の後に（Web）という単語が追加されて表示された。 MSN Web Messengerは、2009年6月30日に正式に廃止された。 
2007年9月、MicrosoftはWindows Live Web Messengerという名前のサービスの新しいバージョンの開発を開始した。このバージョンは内部ベータテスターにリリースされ、一般には公開されなかった。 Windows Live Web Messengerは、 Windows Live 2.0ユーザーインターフェイス、統合されたパーソナルステータスメッセージと表示画像機能を備え、「会話ワークスペース」でタブ付きの会話を可能にした。  Windows Live Web Messengerは、2008年10月30日に正式にベータ版が終了し、その機能はWindows Live HotmailとWindows Live連絡先に統合された。ただし、タブ付きの会話など、Windows Live Web Messengerのベータ版の多くの機能は、 Windows Live連絡先やHotmailのバージョンでは使用できなかった。
Windows Live Web Messenger という名前のサービスがさまざまな地域（中国、 台湾、シンガポールなど）から提供されたが、これらのバージョンはWindows Live Messenger WebToolkitを実装したものだった。 
日本においては、2009年6月のMSN Web Messenger提供終了時に、後継はWindows Live Web Messengerであるとアナウンスされ、2013年にSkypeへの統合でWindows Live Hotmail、Windows Live連絡先のサービスが終了する前で機能として利用できた。